# Wolfgang Schweiger
Wolfgang Schweiger (* 20. November 1951 in Traunstein) ist ein deutscher Schriftsteller.

## Leben
Wolfgang Schweiger besuchte von 1962 bis 1969 ein Gymnasium in seiner Heimatstadt Traunstein. Anschließend absolvierte er eine Ausbildung zum Speditionskaufmann. 1973 erwarb er die Fachhochschulreife. Von 1974 bis 1976 folgte ein Studium der Betriebswirtschaftslehre an der Fachhochschule Rosenheim und von 1976 studierte Schweiger Sozialpädagogik an der Fachhochschule München. Seit 1979 lebt er als freier Schriftsteller und Journalist in Traunstein.
Wolfgang Schweiger veröffentlichte ab 1984 eine Reihe von Kriminalromanen; seit den Neunzigerjahren liegt der Schwerpunkt seiner literarischen Tätigkeit auf dem Verfassen von Drehbüchern zu Fernsehserien wie „Der Fahnder“ und „SOKO 5113“.

## Werke

### Einzelwerke
- Durch die Nacht, München 1984
- Schatten der Gewalt, München 1985
- Wall city, München 1986
- Auf gefährlichem Boden, München 1987
- Der Fahnder, Bergisch Gladbach 1987
- Mit leeren Händen, München 1988
- Indianer-Land, München 1989
- Der Polizei-Film, München 1989
- Ein neues Gesicht in der Hölle, München 1990
- Eine Sache unter Freunden, Zürich 1991
- Abschied in der Nacht, Zürich 1992
- Spiel der Verlierer, Zürich 1992
- Mit reinem Herzen, München 1994
- Kein Job für eine Dame, Zürich 1999
- Die Vergangenheit kennt kein Ende, Edition Tingeltangel, München 2025, ISBN 978-3-944936-79-6.

### Reihe Kommissare Gruber & Bischoff (Chiemgau-Krimi)
- Der höchste Preis, Bielefeld 2008
- Kein Ort für eine Leiche, Bielefeld 2009
- Tödlicher Grenzverkehr, Bielefeld 2010
- Draußen lauert der Tod, Bielefeld 2012
- Tödliches Landleben, Bielefeld 2013
- Duell am Chiemsee, Bielefeld 2014
- Ein Dorf in Angst, Bielefeld 2016